# Edinburgh Castle

Edinburgh Castle står på klippan Castle Rock högt över staden Edinburgh i Skottland. Slottets äldsta byggnad är Sankta Margarets kapell, från 1100-talet. Slottet är en blandning av fästning och renässanspalats. Många av 1500-talsinteriörerna i Kungsvåningen är rekonstruktioner. Där födde drottning Maria Stuart sonen Jakob VI. Slottet fungerade som garnison och fängelse in på 1900-talet.
I dag finns en del av stadens garnison kvar i vissa byggnader. Därutöver finns en rad museer. Skottlands kronjuveler (The ancient Honours of Scotland) visas i slottet sedan 1818 och sedan 1996 visas även Stone of Scone. 
The National War Memorial är en minnesbyggnad där man samlat namnen på alla skottar som omkom i första och andra världskrigen.
Klockan 13 varje dag, utom söndagar, avfyras the One O’Clock Gun från slottets norra del.
Edinburgh Military Tattoo hålls varje sommar utanför slottsmurarna.